# Wilhelm Adolf Diesterweg
Wilhelm Adolf Diesterweg (* 27. November 1782 in Siegen; † 13. Juni 1835 in Bonn) war ein deutscher Mathematiker.

## Leben
Diesterweg, ein älterer Bruder des bekannten Pädagogen Adolph Diesterweg, studierte an der Hessischen Ludwigs-Universität und der Eberhard-Karls-Universität Evangelische Theologie, später Mathematik. Er wurde Mitglied der Corps Rhenania Gießen und Suevia Tübingen I. 1809 habilitierte er sich an der Ruprecht-Karls-Universität Heidelberg. Er wurde noch im selben Jahr Professor für Mathematik und Physik am Karl-Friedrich-Gymnasium Mannheim. 1819 kam er als o. Professor der Mathematik an die Rheinische Friedrich-Wilhelms-Universität Bonn. Später war er auch Direktor der wissenschaftlichen Prüfungskommission. 1831/32 amtierte er als Rektor der Universität. Von seinen Schriften sind besonders die Übersetzungen des Apollonios von Perge „De sectione rationis“ (Berlin 1824), „De sectione determinata“ (Mainz 1822), „De inclinationibus“ (Berlin 1823), „De sectione spatii“ (Elberfeld 1827), sowie die nach der Methode der Griechen bearbeiteten geometrischen Aufgaben (2 Sammlungen, Berlin 1825, Elberfeld 1828) zu nennen.